# Сердар Таскі
Сердар Таскі (нім. Serdar Tasci, тур. Serdar Taşçı — Сердар Тащи; нар. 24 квітня 1987 року, Еслінген-на-Неккарі) — німецький футболіст турецького походження, центральний захисник «Штутгарта» і збірної Німеччини.
Чемпіон Німеччини 2007 року.
У Бундеслізі дебютував 20 серпня 2006 року в матчі проти «Армінії», у збірній дебютував 20 серпня 2008 року в матчі проти збірної Бельгії.
Сердар народився у 1987 році в Західній Німеччині в турецькій сім'ї.

## Титули і досягнення
- Чемпіон Німеччини (2):

«Штутгарт»: 2006-07
«Баварія»: 2015-16
- Володар Кубка Німеччини (1):

«Баварія»: 2015-16
- Чемпіон Росії (1):

«Спартак»: 2016-17
- Володар Суперкубка Росії (1):

«Спартак»: 2017
Збірні
- Бронзовий призер чемпіонату світу: 2010